# 2020年東京オリンピックのタイ選手団
2020年東京オリンピックのタイ選手団は、2021年7月23日から8月8日にかけて日本の首都東京で開催された2020年東京オリンピックのタイ選手団、およびその競技結果。

## メダル
| メダル | 選手名                           | 競技       | 種目         | 日付    |
| ------ | -------------------------------- | ---------- | ------------ | ------- |
| 金     | パニパック・ウォンパッタナキット | テコンドー | 女子49kg級   | 7月24日 |
| 銅     | スダポーン・シーソンディー       | ボクシング | 女子ライト級 | 8月5日  |

## 射撃
- 1名[1]

## 柔道
- 深見利佐子（ウォラシーハ・ガチャコーン） - 女子52kg級 初戦敗退[2]

## 卓球
- オラワン・パラナン（英語版）（อรวรรณ พาระนัง）